# Dactyladenia buchneri
Dactyladenia buchneri är en tvåhjärtbladig växtart som först beskrevs av De Wild., och fick sitt nu gällande namn av Ghillean `Iain' Tolmie Prance och Sothers. Dactyladenia buchneri ingår i släktet Dactyladenia och familjen Chrysobalanaceae. Inga underarter finns listade i Catalogue of Life.